# Tatort: Mordnacht
Mordnacht ist ein Fernsehfilm aus der Krimireihe Tatort, der vom Hessischen Rundfunk (HR) unter der Regie von Heinz Schirk produziert und am 26. März 1995 im Programm Das Erste zum ersten Mal gesendet wurde. Es handelt sich um die 306. Tatort-Folge und den elften Fall des Frankfurter Kriminalhauptkommissars Edgar Brinkmann.
Brinkmann ermittelt den Mord an einer jungen Frau und ihrem Liebhaber.

## Handlung
Der Kunstauktionator Hall engagiert den Privatdetektiv Leo Fellner, um seine Frau Elli observieren zu lassen. Er ist krankhaft eifersüchtig und will wissen, was sie den Tag über treibt, wenn sie außer Haus ist. Er weiß zwar, dass sie fast täglich ihre kleine Tochter besucht, die bei Ellis Schwester lebt, aber was sie sonst alles tut, möchte er auch noch wissen.
Schon nach kurzer Zeit bemerkt Elli Hall, dass sie einen Verfolger hat und spricht ihn kurzerhand an. Sie besteht darauf, dass er mit ihr einen Kaffee trinkt und erklärt ihm, dass sie nicht vorhat, ihren Mann zu betrügen. Allerdings sind die beiden sich auf Anhieb sympathisch und in den folgenden Tagen kommt es zu Intimitäten. Da sich Fellner ernsthaft in Elli verliebt hat, gibt er den Auftrag ab und unterrichtet Hall über den tatsächlichen Stand der Dinge. Dieser ist außer sich und bietet Fellner eine sechsstellige Summe, damit er aus dem Leben seiner Frau wieder verschwindet. Als Fellner ablehnt, schlägt er ihn im Affekt mit einer Büste nieder. Mühsam schafft er die Leiche ins Magazin seines Auktionshauses und stellt Fellners Auto auf einer Brücke ab. Als Hall nach Hause kommt, ist seine Frau gerade dabei, ihre Sachen zu packen und erklärt ihrem Mann, dass sie ihn nun endgültig verlassen würde. Sie hätte einen Mann gefunden, der sie auch mit ihrem Kind akzeptiert und wolle nun mit ihm zusammen leben.
Am nächsten Tag wird Elli Hall erstochen an einem Waldrand gefunden. Kommissar Brinkmann ermittelt und erfährt von Hall, das seine Frau auch Schmuck dabei gehabt hätte. Hall unterrichtet den Kommissar, dass er einen Detektiv beauftragt hatte, der nun aber auch verschwunden sei. So wäre es seiner Meinung nach möglich, dass dieser nur die Bekanntschaft von Elli gesucht hatte, um ihren Schmuck zu stehlen.
Brinkmanns Assistent Wegner versucht in einem Nachtclub, der sich in der Nähe des Tatorts befindet, Zeugen zu finden. Möglicherweise werden in der Küche Messer benutzt, die als Tatwaffe in Frage kommen. Einer der Gäste erinnert sich, dass Elli Hall in dem Club nach Hilfe gefragt hatte, weil sie eine Autopanne hatte. Kurz darauf wird der Schmuck beim Club-Geschäftsführer Markus Kranz sichergestellt. Er selber ist zunächst flüchtig, kann aber bald von der Polizei gestellt werden. Er leugnet, die Frau getötet zu haben, lediglich den Schmuck hätte an sich genommen.
Hall will inzwischen die Leiche von Fellner, die noch immer in Magazin des Auktionshauses liegt, entsorgen. Er schafft sie nachts mühsam in sein Auto und bringt sie zu seinem Motorboot, von wo aus er sie dann ins Wasser gleiten lässt. Schon am nächsten Tag wird Fellners Leiche am Ufer das Rheins entdeckt. Hall wird gebeten, der Polizei bei der Identifizierung zu helfen. Dabei findet Brinkmann heraus, dass Fellner von Hall erschlagen wurde. Somit hält ihn der Kommissar auch für den Mörder an seiner Frau. Doch Hall leugnet seine Frau getötet zu haben, schließlich hätte er sie geliebt.
Unerwartet erhält Brinkmann einen Anruf vom Jugendamt. Dort macht man sich Sorgen um das Kind von Elli Hall und ihrer Schwester, die das Kind in Obhut hat. Der leibliche Vater des Mädchens ist extra aus Amerika gekommen, um seine Tochter dorthin mitzunehmen, doch nun seien beide verschwunden. Das gibt dem Fall eine neue Richtung und Brinkmann setzt sich auf die Spur von Traudel Scholz. Die hält sich in einem Hotel versteckt und will nach Dänemark fliehen. Allerdings besteht das Kind darauf, sein Kätzchen mitzunehmen und damit Angie Ruhe gibt, fährt Ellis Schwester noch einmal in ihr Haus zurück. Dort erwarten sie Brinkmann und Wegener und nehmen sie fest. Hysterisch gibt sie ohne Umschweife zu: „Ja ich habe zugestochen, bis sie sich nicht mehr bewegte.“ Sie hätte ihre Schwester gehasst, weil ihr immer alles gelungen wäre. Zudem ist sie seit einem Autounfall, den ihre Schwester schuldhaft verursacht hatte, körperlich behindert und hatte damals ihr ungeborenes Kind verloren. Somit stehe ihr Angie zu. Als ihre Schwester sie nachts angerufen hatte, weil sie mit einer Autopanne liegen geblieben war, sah sie darin ihr Chance.

## Rezeption

### Einschaltquoten
Die Erstausstrahlung von Mordnacht am 26. März 1995 erreichte für Das Erste einen Marktanteil von 30,01  Prozent und wurde in Deutschland von 9,08 Millionen Zuschauern gesehen.

### Kritiken
Die TV-Spielfilm-Fernsehzeitung meint: Dieser „durchsichtige Fall“ sei zwar „prominent besetzt.“ Doch „die Promidarsteller dienen hier nur als Staffage.“